# Роман про Ренара
«Роман про Ренара», або «Роман про Лиса» (фр. «Roman de Renard») — анімалістичний французький епос про хитрого лиса Ренара, в якому завдяки алегорії та сатирі висвітлюються актуальні проблеми середньовічного життя.
Єдність твору визначається задумом створити у циклі оповідань картину звичаїв і законів феодального суспільства. До сприйняття алегоричної оповіді читача готує своєрідне попередження, що у творі йдеться про нові порядки, характерні для життя середньовічного міста. Герої й конфлікти нового епосу не схожі на те, що було представлено у картинах античного світу й описано у лицарських романах. Як давно минулі дні згадуються події, пов'язані з іменами Паріса з міфів та «Іліади», Трістана з лицарського роману. У жартівливому тоні автор обіцяє розповісти про війну, яку ведуть Ренар і Вовк. У кожному оповіданні йдеться про нові пригоди й витівки героя.
Стосунки між звірами у «Романі про Ренара» побудовані за зразком ієрархії станів у тогочасних європейських державах із тією ж системою соціальних відносин. Це створює можливість в алегоричній формі відтворити типові явища сучасного авторам суспільства. Правитель держави тварин — лев Нобль (Благородний) — оточений своїми васалами — зграєю хижаків, серед яких виділяються похмурий вовк Ізегрім із його ненаситною вовчихою, ненажера Ведмідь, лукавий кіт Тьєбо, тупий і боягузливий баран Белін, віслюк Бернар. Лис Ренар — уособлення свавілля, підступності, насильства. Витівки Ренара, безкарність його зухвалих учинків — свідчення того, що у суспільстві. панує право дужчого й нахабнішого. Ренар не боїться лева, знущається з чиновних і нечиновних звірів, але боїться простого селянина, бо він розумніший, здатний захистити себе. Авторитет його суддівських рішень визнають й інші звірі. У творі досить відчутно виявляються традиції народних казок про тварин.

## Історія створення
Існують дві головні теорії походження оповідань про Лиса, з яких одна належить Поленові Парісу, а друга — Якову Ґріммові. П. Паріс вважав, що джерело французького «Роману про Лиса» було античне, а власне Езопові байки, що перейшли через школу до Франції та Німеччини. На думку ж Якова Ґрімма оповідання «Про Лиса» спільне всім народам, розвинулось із початку на німецькому ґрунті, а звідси було занесене в V столітті франками до Галлії. Докази його опираються на етимологію слів Renard та Isengrim, які можна пояснити тільки завдяки німецьким кореням. Renard або Reinhardt скорочення до Raginhart, а ragin у ґотській мові означає — рада ; звідси повстає Rein-hart — муж ради ; Seigneur de conseil, як називається лис в одній із частин роману. Так само Isengrim означає чоловіка, що ріже залізо, або взагалі лютого, жорстокого.
Занесені з Німеччини до Франції оповідання про Лиса, були самостійно оброблені й мали дуже широке розповсюдження. Повний цикл оповідань про Лиса містить у собі 120.000 віршів, із них на долю Франції належить майже 90.000. Французький роман «Про Лиса» складається з праці декількох авторів, що жили в різні епохи (від XII до XIV ст.). Одним із них, ймовірно, був невідомий поет П'єр із Сен-Клу. Подібно середньовіковим ґотицьким соборам, що будувалися на громадські гроші впродовж кількох століть, «Роман про Ренара» зростав поволі й був доведений до кінця тільки в другій половині XIV в.

## Сюжет

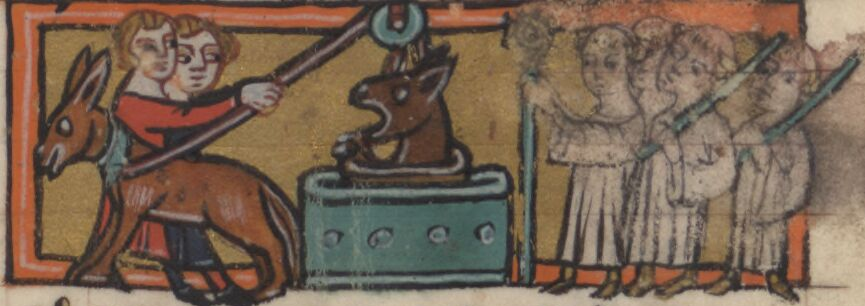
Середньовічна мініатюра

Всі оповідання та епізоди з різних «частин» роману можна звести до чотирьох груп, або «гілок». Перша група — старий Лис (Anciet Renart), що належить до кінця XII або до початку XIII cт. Про популярність Лиса можна догадуватися з того, що попівство замість зображень Божої Матері та святих оздоблювало свої кімнати малюнками про пригоди Лиса. Коронування Лиса (Le Couronnement de Renard та Renard de Nouvel) належать до XIII cт., а остання група під назвою Renard de Contrefait, тобто переробка старого роману про Лиса, виникла в XIV ст.

### Старий Лис
Головна думка, що в'яже безліч епізодів роману, це боротьба Лиса, як представника розуму, хитрощів, вигадливості, з вовком Ізенґрімом, представником грубої фізичної сили та жорстокості. Причиною цієї боротьби стає злочинне кохання Ренара до вовчиці, жінки Ізенґріма. Палаючи помстою до свого ворога Ізенґрім подав скаргу цареві звірів Леву (Noble). Лев збирає увесь свій двір. Тут є і Медвідь (Brun), найближчий порадник короля, і шляхетний вельможа Леопард (Flapel), до жінки котрого залицяється Лев, і придворний проповідник Осел і Півень (Chanteclaire), тамбурмажор царського війська, та інші.
Не явився лише обвинувачений, який замкнувся у своїй Фортеці (Malpertuis), сподіваючись, що буря мине його. На раді всі висловлюються за Лиса, тому Ізенґрімова справа здається програною. Але ось з'являється процесія, що складається з чотирьох півнів та чотирьох курок, котрі везуть на жалібному возі тіло Курки, що не давно була задушена Ренаром. Обурений тим новим злочином Лиса Лев обіцяє на страх іншим покарати його. Курку урочисто ховають і незабаром над її могилою починають робитися чудеса.
Згідно з середньовічними звичаями справа Лиса з Вовком повинна розв'язатися божим судом, тобто поєдинком. Баранові звелено перед поєдинком висповідати ворогів. Вовк виходить на сцену з настовбурченою шерстю, з очима налитими кров'ю. Лис по раді свого розумного приятеля поголився і вимазав усе своє тіло маслом. У бою Лис додержується тактики Гораціїв у їхній бійці з Кураціями; бажаючи звеселити Вовка, він тікає від нього; Вовк ніяк не може схопити
його зубами, а коли Вовк падає знесилений на землю, Лис підбігає і починає його гризти. Перемога схилялася вже на бік Лиса, коли Ізенґріму пощастило одного разу схопити Лиса за лапу. Лис падає зомлілий від болю; його признано переможеним, а що сам Бог очевидячки проти нього, то його засуджено повісити. Смертельний вирок над Лисом запевне був би виконаний, як би на світі не було ченців. Вони випрошують у царя помилування, аби Лис пішов у ченці й замолив свої гріхи. Лис згоджується, вдягає чернечу рясу, в день дивує ченців своєю покірністю та набожністю, а в ночі краде кури. Злапаного на шкоді його відлучають від церкви та виганяють із монастиря.
Ренар повертається до свого замку і знов починає свої свавільства, від яких приходиться солоно його сусідам ; вони скаржаться Левові, який зі своїми васалами облягає замок Лиса, але знесилений довгою облогою замиряється з Ренаром, усе прощає йому і навіть приймає його до себе на службу. Незабаром Ренар стає царевим фаворитом і одержує нагороди. Інший жив би та жив у шанобі та багатстві, але не така вдача Лиса. Він не може прожити й одного дня, аби не
викинути якоїсь штуки. Так напр. одного разу він прикинувся мертвим. З цього приводу весь двір зодягся в жалобу; Ослові наказано виголосити промову небіжчикові ; ця промова — взірцева пародія на подібні промови того часу. Осел вихвалює святе життя померлого, порівнює його вчинки з учинками апостолів, згадує також залицяння його до королевої й прохає Лева вибачити йому. Нарешті, коли небіжчика вже збираються спустити в яму, Ренар відживає і душить півня, що наблизився до нього з кадилом. Замордованого півня зараховують у ряди мучеників; на його могилі робляться чудеса. Ренар в одязі богомольця приходить до царя з покорою й обіцяє спокутувати свої гріхи подорожжю у святу землю. Цар дає на це згоду. Опинившись за ворітьми Лис скидає з себе одежу богомольця, регочеться і душить Зайця, що зустрівся на шляху.

### Коронування Лиса
У «Короновані Лиса» розповідається, як Лис досягнув престолу. Замисливши цю грандіозну витівку, Лис перед тим іде до монастиря і навчає ченців
своїх лисячих хитрощів (renardie). Дізнавшись про те, що Лев хворий, Лис приходить до нього в одязі ченця-сповідальника; він прохає царя думати не
тільки про свою душу, але і про долю царства доказуючи, що престол мусить дістатися не найсильнішому, як то робилося раніше, а найхитрішому, бо тепер настав такий час, що тільки й можна жити хитрощами. Здивований розумними речами Лиса Лев заповідає свій престол йому. Досягнувши престолу, Ренар гадає перш за все про те, щоб здобути народну любов; він відмовляється від подарунків, які йому приносять, хоч рівночасно наказує жінці брати їх у задніх
дверях.
Щоб здобути славу благочестивого ченця Ренар влаштовує похід у святу землю; повернувшись звідти він править мудро, общипує своїх підданих поволі, тому всі залишаються задоволені. Сам папа закликає його до Риму і вчиться у нього великої науки, життєвої мудрості (la renardie). Щодо внутрішнього змісту, ця частина роману значно відрізняється від першої; в ній менше простоти, але більше нахилу до сатири та моралізації.

### Новий Лис

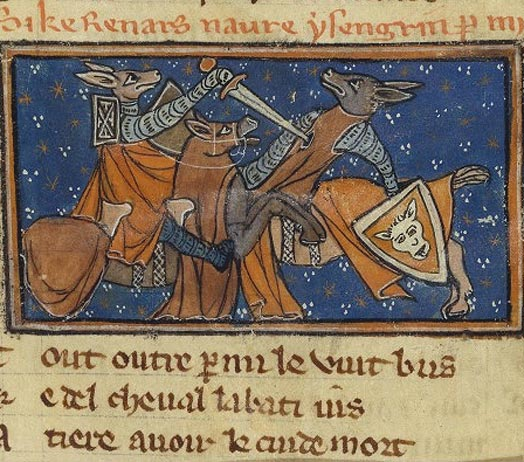
Новий Лис

У цій частині з'являється на сцену новий елемент — алегорія, що свідчить про те, що часи безпосередньої творчості минули, і місце її зайняла штучність та тенденційність. Тут оповідання про пригоди Лиса відіграє другорядну роль; фантазія авторова до того вичерпана, що він не здатний вигадати ніякої нової витівки Ренара й обробляє старі мотиви. Оповідання часто переривається довгими міркуваннями, в яких автор намагається показати свою вченість.
У цій частині Ренар репрезентує собою втілення зла, що панує у світі. Він захищається від Лева не в замку, а в алегоричному кораблі, що наповнений гріхами та пороками. Проти цього корабля Лев спроваджує ковчег, на якому замість вояків займають місце різні чесноти. Під час перемир'я Лев відвідує корабель Ренара; цей корабель здається йому таким зручним, що він лишається на ньому назавжди. Відтоді Ренар панує над світом. Ченці роблять його великим містром
своїх орденів, але Ренар бере під свою опіку тільки йоанітів та тамплієрів. Ця деталь свідчить, що третя частина написана за часів Пилипа Вродливого, що вів боротьбу з тамплієрами.

### Ренар перероблений
Ця частина найбільша і містить у собі майже 50.000 віршів. Вона визначається штучністю, помітною ще в Renard de Nouvel, але тон її ще більш похмурний. Автор її дотикався таких речей, яких не наважувалися торкатись його попередники. Тут зокрема розповідається про те, як Ренар висвятив Вовка на попа і як той вів службу. Загалом «Роман про Лиса», це дуже гостра сатира на весь середньовіковий лад життя: королівська влада, лицарство, подорожі до св. міст, божі суди, чернецькі ордени, нарешті сам папа, все те виводиться на посміх; над усім тим панують хитрощі, репрезентантом яких являється Лис. Роман про Лиса знаменує собою наближення кінця феодального устрою з його звичаями та інституціями та настання нового часу, епохи буржуазії, коли хитрощі та витівки будуть панувати над світом, коли спільними зусиллями королівської влади з одного боку, а буржуазії з другого буде завдано феодалізму удар, від
якого він ніколи вже не очуняє.

## Наступник Ренара— лис Микита
«Роман про Ренара» здобув загальноєвропейську популярність. Переробки творів про Лиса відомі у багатьох європейських літературах Середньовіччя. Мотиви цього сюжету розробляв І. Франко у творі «Лис Микита». У статті «Хто такий „Лис Микита“ і звідки родом?» Франко зробив короткий огляд виникнення й поширення мотивів про хитрого лиса у світовій літературі, починаючи з часів, коли «в старім Вавилоні оповідання про звірів дуже подібні до наших байок… списувано на глиняних табличках», і до того часу, коли, воюючи «за святий хрест», християни спілкувалися з різними народами, "попереймали від них велику силу оповідань та байок… списували їх, перероблювали, сплітали до купи зі своїми власними, і так повстала в Європі величезна сила гарних повістей та поем, що довгі роки були духовним кормом наших прадідів і ще й досі не перестали нам подобатися. От тоді-то була зложена й наша повість про «Лиса Микиту». Розкриваючи свої принципи переробки художнього твору іноземної літератури, розуміння того, як зробити його надбанням іншої національної культури, Іван Франко визначив завдання, які стали головними вимогами з сучасній теорії художнього перекладу:
|  | «Я бажав не перекласти, а переробити стару повість про лиса, зробити ЇЇ нашим народним добром, надати їй нашу національну подобу. Я, так сказати, на чужий, позичений рисунок накладав наші кольори». |

 Про те, як блискуче реалізовано поставлене митцем завдання, свідчать фрагменти його твору, в яких у віршованій формі змальовано ті ж ситуації, що складають українську народну казку, зокрема, про те, як Лис вчив Вовка рибу ловити. У Пісні першій оповідається про те, як Лис побачив чоловіка, що їхав із рибою на торг:
| «От мій зиск»,— промовив стиха… Взяв Микиту за хвостину Та й на віз між рибу кинув, Сів і їде в добрий час. А Микита, той проноза, Ну ж метати риби з воза… Відома за казкою ситуація, коли Вовк ловив рибу в ополонці, у Франка відбувається з вовчицею. У Пісні одинадцятій твору «Лис Микита» розповідається, як Лис переконав Вовчицю, що, послухавши його, вона наловить багато риби. Він таким «щирим чинився», Що повірила вона: \| Поквапно на лід присіла, В ополонку хвіст встромила, Та й держить, держить — дурна! «Лисе,— каже,— щось щипає!» «Цить, то риба так хапає». А то хвіст хапав мороз..[5]/ Примітки 1. 1 2 Кирилюк З. В. Література Середньовіччя. Харків, «Ранок», 2003. 2. ↑ [Єсипович, ст.99] 3. ↑ Микола Стороженко, 1905, с. 91. 4. ↑ Кирилюк З.В. Література Середньовіччя. Харків, "Ранок", 2003. 5. 1 2 Іван ФРАНКО ЛИС МИКИТА http://abetka.ukrlife.org Див. також - Середньовічна Франція - Трикстер Джерела - Кирилюк, З. В. (2003). Література середньовіччя: Посібник для вчителя. Харків: Веста: Видавництво "Ранок. - Микола Стороженко. Нарис історії Західно-Европейської лїтератури до кінця XVIII віку. — Л. : Українсько-руська видавнича спілка, 1905. — 381 с. - Єсипович, К. П. «Когнітивний підхід у дослідженні середньовічного наративу (на матеріалі пам'ятки французького анімалістичного епосу Роман про лиса).» Науковий вісник Міжнародного гуманітарного університету. Серія: Філологія 13 (2014): 99-101. Посилання - «Роман про Лиса» // Літературознавча енциклопедія : у 2 т. / авт.-уклад. Ю. І. Ковалів. — Київ : ВЦ «Академія», 2007. — М — Я. — С. 347. \| |
| Поквапно на лід присіла, В ополонку хвіст встромила, Та й держить, держить — дурна! «Лисе,— каже,— щось щипає!» «Цить, то риба так хапає». А то хвіст хапав мороз../ 1. 2. 3. 4. 5. - Середньовічна Франція - Трикстер - Кирилюк, З. В. (2003). Література середньовіччя: Посібник для вчителя. Харків: Веста: Видавництво "Ранок. - Микола Стороженко. Нарис історії Західно-Европейської лїтератури до кінця XVIII віку. — Л. : Українсько-руська видавнича спілка, 1905. — 381 с. - Єсипович, К. П. «Когнітивний підхід у дослідженні середньовічного наративу (на матеріалі пам'ятки французького анімалістичного епосу Роман про лиса).» Науковий вісник Міжнародного гуманітарного університету. Серія: Філологія 13 (2014): 99-101. - «Роман про Лиса» // Літературознавча енциклопедія : у 2 т. / авт.-уклад. Ю. І. Ковалів. — Київ : ВЦ «Академія», 2007. — М — Я. — С. 347. |